# Francuska rukometna reprezentacija
Francuska rukometna reprezentacija predstavlja državu Francusku u športu rukometu. Godine 2010. postali su prva muška rukometna reprezentacija koja je uzastopno osvojila zlato na Olimpijskim igrama (2008.), svjetskom prvenstvu (2009.) i europskom prvenstvu (2010.) i time postala jedina muška rukometna reprezentacija koja je u određenom periodu bila branitelj naslova na svim velikim rukometnim natjecanjima istovremeno. 
Posljednjih dvadesetak godina smatra se, uz Dansku, najboljom muškom rukometnom ekipom na svijetu.
Krovna organizacija: Fédération Française de Handball

## Les Bronzés(1992. – 1995.)
Les Bronzés (francuski: brončani) bio je nadimak Francuske rukometne reprezentacije u periodu od 1992. godine do 1995. godine. Ova generacija reprezentacije značajna je po tome što je bila prva koja je Francuskoj donijela medalje s velikih natjecanja. Te medalje bile su:
- Brončana medalja na Olimpijskim igrama 1992. u Barceloni
- Srebrna medalja na Svjetskom prvenstvu 1993. u Švedskoj

Tadašnji brončani i srebrni sastav reprezentacije sačinjavali su: Philippe Médard, Pascal Mahé, Philippe Debureau, Denis Lathoud, Denis Tristant, Gaël Monthurel, Éric Quintin, Jean-Luc Thiébaut, Philippe Gardent, Thierry Perreux, Laurent Munier, Frédéric Perez, Jackson Richardson, Stéphane Stoecklin, Frédéric Volle i Alain Portes.

## Les Barjots(1995. – 2001.)
Les Barjots (francuski: Luđaci – u pozitivnoj konotaciji) bio je nadimak reprezentacije u periodu od 1995. do 2001. kada su reprezentaciju predvodili Denis Lathoud, Jackson Richardson i Frédéric Volle, te kada je došlo do smjene generacija. U ovom je razdoblju Francuska osvojila čak dva svjetska zlata i jednu broncu, i imala zapažen nastup na Olimpijskim igrama. U ovom su periodu Francuzi osvojili:
- Zlatna medalja na Svjetskom prvenstvu 1995. na Islandu
- 4. mjesto na Olimpijskim igrama 1996. u Atlanti
- Brončana medalja na Svjetskom prvenstvu 1997. u Japanu
- Zlatna medalja na Svjetskom prvenstvu 2001. u Francuskoj

Prvo mjesto na Svjetskom rukometnom prvenstvu 1995. na Islandu bio je rezultat višegodišnjeg rada s reprezentacijom i prva titula svjetskog prvaka za ovu reprezentaciju. U finalu su poprilično uvjerljivo (5 razlike na poluvremenu, 4 na kraju utakmice) porazili jaku Hrvatsku rukometnu reprezentaciju s rezultatom 23:19. 
Nadimak Les Barjots dobili su zbog općeg stila igre i atmosfere u momčadi zbog koje su loše odigrali utakmice na početku turnira protiv slabijih momčadi (čak 2 poraza u prvome krugu na SP 1995.), a kasnije se sve više dizali u formi i pobjeđivali iznimno jake reprezentacije (Njemačka, Španjolska i Hrvatska). Igrači su također imali običaj slaviti uspjehe i medalje na prvenstvima posebnim frizurama, što nije bila praksa u to doba. 
Tadašnji izbornik, stručnjak Daniel Costantini (koji danas radi kao novinar specijaliziran za analize rukometnih momčadi i utakmica), nije se zaustavio samo na zlatu s Islanda, bronci iz Japana, te dobrom 4. mjestu iz Atlante (gdje su u polufinalu poraženi od Hrvatske, a za broncu od Španjolske), već je i 2001. godine donio još jedan uspjeh svojoj momčadi. Te je godine organizirano svjetsko prvenstvo u Francuskoj. Francuska je kao domaćin bila i automatski favorit, a imala je i snažnu momčad u kojoj su još uvijek igrale rukometne legende (Jackson Richardson), ali su se pojavili i novi igrači koji će kasnije sačinjavati legendarnu francuski generaciju (Thierry Omeyer, Jérôme Fernandez, braća Gille). Francuska je ovo prvenstvo završila na prvom mjestu porazivši Švedsku 34:31 nakon produžetaka, time završivši turnir bez ijedne izgubljene ili remizirane utakmice. Tada mladi vratar Thierry Omeyer proglašen je za vratara turnira, a Bertrand Gille za pivota turnira.
Barjot period završio je upravo osvajanjem tog drugog svjetskog zlata, a nakon njega je uslijedio novi, Costauds period, koju je Francuskoj donio još velikih uspjeha.

## Costauds(2001. – 2008.)
Nakon uspjeha na SP u Francuskoj, većina igrača iz Barjots generacije povukla se iz nacionalne vrste, a s njima i proslavljeni trener Daniel Constantini. Došlo je vrijeme za obnovu reprezentacije. Na mjesto izbornika došao je Claude Onesta koji je u igračkom kadru imao mlade i snažne (Costauds – francuski: snažan), ali iznimno talentirane igrače, među kojima su bili najbolji svjetski vratar Thierry Omeyer i jedan od najboljih igrača na svijetu, Nikola Karabatić. Francuska je i u ovih 7 godina ostvarila značajne uspjehe na međunarodnim natjecanjima: 
- Brončana medalja na Svjetskom prvenstvu 2003. u Portugalu
- Brončana medalja na Svjetskom prvenstvu 2005. u Tunisu
- Zlatna medalja na Europskom prvenstvu 2006. u Švicarskoj
- Brončana medalja na Europskom prvenstvu 2008. u Norveškoj

Na sljedeća dva svjetska prvenstva (Portugal 2003. i Tunis 2005.) Onestina momčad starta s dvije bronce, gubivši u polufinalima od Njemačke (2003.) i Hrvatske (2005.), a pobijedivši Španjolsku (2003.) i Tunis (2005.) u borbi za broncu. Nakon završetka SP 2005., legendarni kapetan momčadi, Jackson Richardson, povukao se iz nacionalne vrste.
Sljedeća godina donijela je prvi veliki uspjeh i prvu veliku nagradu za Onestin trud. Na Europskom prvenstvu 2006. u Švicarskoj, Francuska je, nakon samo jednog poraza prije finalnog kruga (od Španjolske), s velikih 6 razlike pobijedila Hrvatsku u polufinalu i otišla u finale gdje ih je čekala Španjolska, jedina momčad koja ih je porazila do finala. Francuzi su u finalu, predvođeni s 11 golova Nikole Karabatića, uvjerljivo pobijedili Španjolsku s 8 razlike (31:23) i tako osvojili svoje prvo europsko zlato. Na ovom su se turniru pojavjavili još neki mladi talenti, među kojima je tadašnje najbolje desno krilo, Luc Abalo.
Trud reprezentacije trebao je biti nagrađen i na predstojećem svjetskom prvenstvu u Njemačkoj, gdje je Onestina momčad proglašena za favorite turnira. No, nakon što su uspješno došli do polufinala, Francuzi su upali u njemačku zamku domaćeg terena i u teškoj utakmici, nakon produžetaka, izgubili 32:31. Demoralizirani i razočarani Francuzi nisu imali snage za još jednu broncu, te su poraženi od Danaca 34:27. No, Francuzi su posebno ljuti na ovaj poraz zbog suđenja, koje je očito bilo na strani domaćina Nijemaca i koje je uzrokovalo da se pogodak Michaëla Guigoua 30 sekunda prije kraja utakmice poništi, što je onemogućilo Francuzima povratak u utakmicu.
Sljedeća godina donosi Europsko prvenstvo u Norveškoj koje Francuzi startaju jako dobro. U prvom krugu nisu imali nijedan poraz, dok su u drugom završili na prvom mjestu sa samo jednim porazom (od Mađarske). U polufinalu ih je dočekala Hrvatska koja ih je, predvođena Metličićem, porazila 24:23 i poslala u borbu za broncu. Tamo ih je čekala Njemačka, koja je također s jedan razlike (26:25), poražena od Danaca. Francuska se u utakmici za broncu osvetila Nijemcima za poraz na prošlogodišnjem SP-u i porazila ih s više nego uvjerljivih 10 razlike (36:26) i tako osvojila novu medalju na europskim prvenstvima.
Sljedeći cilj bile su kvalifikacije na Olimpijski turnir u Pekingu 2008. godine. Kako nisu imali direktan plasman, u Parizu su morali igrati protiv Španjolske, Tunisa i Norveške. Skupina u kojoj su prolazile samo prve dvije momčadi činila se dosta teškom jer su svi protivnici bili jake rukometne momčadi, no Francuzi su još jednom pokazali svoju klasu i, pobijedivši sve tri momčadi, otišli u Peking sa stopostotnim učinkom.

## Experts(2008. – 2020.)

### Olimpijske igre 2008.
- Zlatna medalja na Olimpijskim igrama 2008. u Pekingu

Nakon što su u dodatnim kvalifikacijama zajedno sa Španjolskom izborili sudjelovanje na Olimpijskim igrama 2008., Francuzi su, predvođeni kapetanom Olivierom Giraultom, imenovani za glavne favorite turnira. Nakon početnog ždrijeba, ždrijebani su u skupinu A sa svjetskim prvacima iz 2005., Španjolskom, aktualnim olimpijskim prvacima, Hrvatskom, svjetskim vice-prvacima, Poljskom, Brazilom i domaćinima Kinom. Francuska je status favorita opravdala već u prvom krugu, pobijedivši sve momčadi osim Poljske, s kojom je odigrala 30:30. Francuska je tako završila na prvom mjestu u skupini i izborila prolaz u četvrt-finale. Tijekom prvog kruga ozlijedio se Jérôme Fernandez, kojeg je do kraja turnira zamijenio Cédric Burdet. 
Francuska je i na sljedećim Olimpijskim igrama izborila četvrt finale, ali tu su zaustavljeni. Godinu dana kasnije ih u četvrt finalu dočekuje oslabljena Rusija, koju Francuzi, predvođeni s Narcisseovih 9 pogodaka, pobjeđuju 27:24.
U polufinalu Francusku ponovo dočekuje Hrvatska. Iako su Francuzi odnijeli pobjedu u prvom krugu, ova utakmica nije bila nimalo slična. Jedna od ključnih razlika bio je povratak ozlijeđenog Ivana Balića. Utakmica je bila iznimno teška, no Francuszi su, predvođeni izvrsnim Thierryjem Omeyerom i njegovih 17 obrana, te odličnom igrom Cédrica Burdeta u prvom, i Daniela Narcissea u drugom poluvremenu, pobijedili s 25:23 i tako izborili svoj prvi olimpijski finale. 
U finalu ih je dočekao Island, iznenađenje turnira. Islanđani su u finale došli preko Poljske (32:30) i Španjolske (36:30), ali u finalu ipak nisu imali status favorita. Francuzi su svoj status uvjerljivo opravdali i već je prije samoga kraja bilo izvjesno da će Francuzi pobijediti. Konačni rezultat bio je 28:23 za Francuze, koji su bili predvođeni s 8 pogodaka Nikole Karabatića. 
Francuzi su tako 2008. godine po prvi puta u povijesti postali olimpijski prvaci i tako s još jednim zlatom okrunili svoju najbolju generaciju. Francuska je i statistički bila najbolja reprezentacija. Thierry Omeyer proglašen je za najboljeg vratara, Bertrand Gille za najboljeg pivota, a Daniel Narcisse za najboljeg lijevog vanjskog turnira. Najbolji francuski strijelac a turniru bio je Nikola Karabatić s 37 pogodaka (ukupno 6.), dok su ga s 35 pogodaka pratili Daniel Narcisse i Bertrand Gille, koju su u ukupnom poretku dijelili osmo mjesto.

#### Olimpijska momčad iz 2008. godine
| Pozicija       | Igrači                                                                              |
| -------------- | ----------------------------------------------------------------------------------- |
| Vratari        | Daouda Karaboué, Thierry Omeyer                                                     |
| Vanjski igrači | Cédric Burdet, Jérôme Fernandez, Guillaume Gille, Nikola Karabatić, Daniel Narcisse |
| Pivoti         | Didier Dinart, Bertrand Gille, Christophe Kempé                                     |
| Krila          | Luc Abalo, Olivier Girault, Michaël Guigou, Joël Abati, Cédric Paty                 |
| Stručni stožer | Claude Onesta, Sylvain Nouet                                                        |

### Svjetsko prvenstvo 2009.
- Zlatna medalja na Svjetskom prvenstvu 2009. u Hrvatskoj

Nakon iznimnog uspjeha na Olimpijskim igrama uslijedile su kvalifikacije za kvalifikacije za Europsko prvenstvo 2010. i pripreme za svjetsko prvenstvo 2009. godine. Francuska se također suočila i s još jednom promjenom postave jer su se dugogodišnji kapetan Olivier Girault, te desni vanjski Joël Abati i Cédric Burdet otišli u mirovinu. Kao nove nade pojavili su se Chambéyjev Bertrand Roine, izvrsni pivot Cédric Sorhaindo i lijevi vanjski Sébastien Ostertag, a u reprezentaciju se vraćaju Sébastien Bosquet i Fabrice Guilbert. 
Francuska je kvalifikacije startala loše, pobijedivši slabašni Luksemburg 30:21, ali izgubivši od Češke 32:29. Ovaj je rezultat podigao malo prašine pred svjetsko prvenstvo jer se smatralo da Francuzi neće moći zadržati formu s Olimpijskih igara. Nakon prve dvije kvalifikacijske utakmice, Francuska je odigrala pripremni turnir u Bercyju gdje je ponovo demonstrirala dobru igru, ali i odlučivala o konačnim putnicima za Hrvatsku. Među novijim igračima koji su ušli u konkurenciju bili su Grégoire Detrez, Guillaume Joli, Franck Junillon i Sébastien Bosquet. Nakon odigranog turnira, izbornik Onesta je u Bercyju obznanio popis igrača koji idu na svjetsko prvenstvo u Hrvastku, gdje je Francuska imala direktan plasman zahvaljujući europskoj bronci od prošle godine. 
Svjetsko prvenstvo održalo se od 16. siječnja do 1. veljače 2009. u Hrvatskoj. Francuska je u prvom krugu ždrijebana u skupinu A zajedno sa Slovačkom, Mađarskom, Rumunjskom, Argentinom i Australijom. Skupina A odigrala se u osječkoj dvorani Gradski vrt, a Francuska je skupinu završila na prvom mjestu sa stopostotnim učinkom. Igrama u prvom krugu posebno su se istakli Nikola Karabatić i desno krilo Michaël Guigou. 
Ždrijeb drugog kruga vodi Francuze u zagrebačku Arenu gdje ih čekaju domaćin Hrvatska, Švedska i Južna Koreja. Nakon dvaju uvjerljivih pobjeda protiv Švedske i Južne Koreje i osiguravanja polufinala, Francuzi u "finale prije finala" s Hrvatskom šalju rezervnu postavu i odmaraju većinu igrača. Hrvatska, koja je objektivno imala bolji sastav, pobijedila je s 22:19 i, predvođena s 8 pogodaka Igora Vorija, osigurala prvo mjesto, još jedan stopostoni učinak i polufinalni ogled s Poljskom. 
Francuzi su skupinu završili na drugom mjestu s jedim porazom, no i to je bilo dovoljno za polufinale. Utakmica se odigrala u splitskoj Spaladium Areni, a francuski protivnik bila je Danska. Unatoč činjenici da je Danska bila aktualni europski prvak, Francuzi su bez većih problema i s poprilično uvjerljivih 27:22 porazili Dance i tako izborili finale gdje ih je ponovo čekala Hrvatska. Najbolji strijelac polufinala bio je Luc Abalo, koji je u istoj utakmici zaradio i crveni karton zbog nenamjernog gađanja danskog vratara u glavu prilikom izvođenja sedmerca. 
Hrvatska je u svom polufinalu jednako uvjerljivo porazila Poljsku s 29:23 i tako izborila nastup u finalu. Iako je Hrvatska, zbog domaćeg terena i pune zagrebačke Arene, bila blagi favorit, Francuzi su istrčali s najboljom postavom i nisu pokazivali da nemaju status favorita. Hrvatska je na poluvremenu imala prednost od 12:11, no u drugom su poluvremenu Francuzi pokazali silu i nakon neizvjesnih 15-ak minuta preuzeli vodstvo. Francuska 6-0 obrana bila je toliko dobro postavljena da hrvatski igrači nisu neko vrijeme uspjeli uputiti kvalitetan udarac prema golu, a i kad bi uspjeli, to bi bez većih problema uglavnom obranio vratar Omeyer. Francuzi su svoje vodstvo povećavali preko kontri koje su uglavnom realizirala brza krila Luc Abalo i Michaël Guigou. Konačni rezultat bio je 24:19 za Francusku i tako je Francuska po treći puta postala svjetski prvak. Najbolji strijelac utakmice bio je Michaël Guigou koji je realizirao svih 7 sedmeraca koje je izvodio, te uz to dodao još 3 gola iz igre. 
Po završetku turnira Francuzi su dobili fair-play nagradu zbog najmanje prekršaja, kartona i isključenja. Najbolje desno krilo postao je Michaël Guigou, najbolji srednji vanjski Nikola Karabatić, a najbolji vratar (koji je također uvršten u dream-team) postao je Thierry Omeyer. Najbolji strijelac Francuske na turniru bio je Guigou s 52 pogotka, a na ukupnom je poretku zauzeo 6. mjesto, koje je djelio sa srpskim reprezentativcem Momirom Ilićem. Francuska je tako osvojila drugo uzastopno zlato na velikim natjecanjima.

#### Momčad svjetskih prvaka iz 2009. godine
| Pozicija       | Igrači |
| -------------- | --- |
| Vratari        | Daouda Karaboué, Thierry Omeyer                                                                                           |
| Vanjski igrači | Jérôme Fernandez, Guillaume Gille, Nikola Karabatić, Daniel Narcisse, Xavier Barachet, Sébastien Bosquet, Franck Junillon |
| Pivoti         | Didier Dinart, Christophe Kempé, Cédric Sorhaindo                                                                         |
| Krila          | Luc Abalo, Michaël Guigou, Sébastien Ostertag, Guillaume Joli, Joël Abati                                                 |
| Stručni stožer | Claude Onesta, Sylvain Nouet                                                                                              |

### Europsko prvenstvo 2010.
- Zlatna medalja na Europskom prvenstvu 2010. u Austriji

Nakon osvajanja trećeg svjetskog zlata uslijedio je nastavak kvalifikacija. Nakon poraza od Češke, Francuzi su suvereno odradili ostatak kvalifikacija, izgubivši samo od Latvije u posljednjoj utakmici, u kojoj su igrali s rezevrnom momčadi, te tako izborili odlazak na Europsko prvenstvo kao prvi u skupini. Nakon ždrijeba u Beču, Francuska je ždrijebana u skupinu D zajedo sa Španjolskom, Mađarskom i Češkom. U grupi koja se igrala u Wiener Neustadtu, Francuzi nisu odigrali impresivno. Iako u najboljem sastavu, imali su dosta problema sa svojim protivnicima u skupini. U prvoj utakmici protiv Mađara izvukli su 29:29 i to tako što su se posljednjih 5 minuta vraćali s 4 gola razlike. U sljedećoj utakmici protiv Češke Francuzi dominantno započinju utakmicu, no pred kraj gube svoje dominantnu vodstvo i pobjeđuju s minimalnih 21:20. Ovakva igra, u kojoj su prokockali vodstvo od nekoliko golova razlike, dogodila se i protiv Španjolske gdje im je bod donio sedmerac Guillaumea Jolija nekoliko sekunda prije kraja. Utakmica je završila 24:24. Francuska je skupinu završila na drugom mjestu s 4 boda, od kojih je 3 prenijela u drugi krug zahvaljujući Češkoj pobjedi nad Mađarskom. 
U drugom krugu sele se u Innsbruck gdje ih čekaju jake reprezentacije Njemačke, Slovenije i Poljske. Iako na samom početku turnira glavni favorit, Francuska je zbog slabije igre polako gubila status uvjerljivog favorita turnira, te se čak, po prvi puta, govorilo o njihovom odlasku u finale s upitnikom. Prva utakmica, protiv Njemačke, donijela je isti stil igre kao u prvom krugu. Uvjerljivo vodstvo na samom početku koje su pred sam kraj umalo izgubili. Francuzi su se, predvođeni s Jolijevih 7 pogodaka, ipak spasili i pobijedili s 24:22. Utakmica protiv Slovenije donijela je malo bolju igru, iako je ponovo izostajala ona stara forma. Poluvrijeme je završilo s neriješenim rezultatom, no u drugom su poluvremenu Francuzi pokazali svoju klasu i utakmicu završili s uvjerljivih 28:37. Posljednja utakmica, protiv Poljske, bila je ujedno i borba za prvo mjesto. U ovoj su utakmici Francuzi po prvi puta uvjerljivo demonstrirali silu i od samog početka najavili pobjednika. Utakmica je završila Francuskom pobjedom od 29:24 i time su Francuzi osvojili prvo mjesto u skupini. 
| Desno krilo Luc Abalo. Abalo je bio jedan od najboljih igrača Francuske na ovom prvenstvu, te je i proglašen za najbolje desno krilo turnira. Abaloa se smatra najboljim desnim krilom na svijetu. Posebno je efikasan u brzim kontrama, jer zbog svoje brzine može efikasno odigrati i napadačke i obrambene uloge, te u svojim slavnim pogodcima iz zraka, zbog čega je i dobio nadimak "leteći" |  | Desno krilo Luc Abalo. Abalo je bio jedan od najboljih igrača Francuske na ovom prvenstvu, te je i proglašen za najbolje desno krilo turnira. Abaloa se smatra najboljim desnim krilom na svijetu. Posebno je efikasan u brzim kontrama, jer zbog svoje brzine može efikasno odigrati i napadačke i obrambene uloge, te u svojim slavnim pogodcima iz zraka, zbog čega je i dobio nadimak "leteći" |
| Desno krilo Luc Abalo. Abalo je bio jedan od najboljih igrača Francuske na ovom prvenstvu, te je i proglašen za najbolje desno krilo turnira. Abaloa se smatra najboljim desnim krilom na svijetu. Posebno je efikasan u brzim kontrama, jer zbog svoje brzine može efikasno odigrati i napadačke i obrambene uloge, te u svojim slavnim pogodcima iz zraka, zbog čega je i dobio nadimak "leteći" |  | Michaël Guigou, lijevo krilo francuske reprezentacije. Guigou je bio dugogodišnji francuski izvođač sedmeraca, no na ovom prvenstvu ga je znao mijenjati Guillaume Joli. Također vrlo efikasan u kontra napadima, no iako igra na lijevom krilu, smatraju ga univerzalistom jer je svojom igrom dokazao da može igrati na skoro svim pozicijama.                                                   |

Polufinale im je donio snažni Island i reprizu olimpijskog finala iz Pekinga. Iako se Island pokazao kao iznimno snažan, Francuzi su uhvatili pravu formu i bez većih problema, već na samom početku, pobjegli na +5 razlike i to su vodstvo, uz male promjene, zadržali do samoga kraja. Predvođeni s 9 pogodaka izvrsnog Nikole Karabatića, Francuzi su suvereno porazili Islanđane s 36:28 i tako izborili još jedan finale i šansu za drugo europsko zlato. 
Taj je finale bio još jedna repriza. Dvoboj dvaju najboljih rukometnih reprezentacija, Francuske i Hrvatske. Hrvatska je u finale došla preko Poljske, koju su pobijedili s 24:21. Hrvatska je, prema mnogima, imala puno veću šansu jer je tijekom turnira pokazala puno bolju igru nego Francuska i veći kontinuitet rezultata, pobijedivši sve utakmice osim one s Islandom, koju su remizirali. Obje momčadi startale su u najboljim sastavima, a tijek igre bio je jednak kao i u finalu svjetskog prvenstva prošle godine. U prvom poluvremenu neznatna dominacija Hrvatske i čvrsta i usporena francuska igra. Hrvatska je pred sam kraj poluvremena imala 2 razlike, no dva brza gola Nikole Karabatića vratila su Francuze u igru i tako je poluvrijeme završilo neriješeno. U drugom poluvremenu također jednaka priča. Francuzi u prvom dijelu nastavljaju s čvrstom igrom, da bi izvrsno postavljenom obranom, obranama vratara Omeyera i brzim kontrama Abaloa i Guigoua vrlo brzo došli u vodstvo. Konačni rezultat bio je 25:21 za Francuze i tako su Francuzi u vitrinu dodali svoje drugo europsko zlato. Ovo je također bila druga uzastopna pobjeda Francuza nad Hrvatskom u finalu jednog velikog natjecanja. 
Osvajanjem ovog zlata, Francuzi su postali prva rukometna reprezentacija u povijesti sporta koja je istovremeno bila i svjetski, i europski i olimpijski prvak. Najbolji srednji vanjski postao je Nikola Karabatić, koji je ujedno bio i najbolji francuski i treći sveukupni strijelac prvenstva s 40 pogodaka, a najbolje desno krilo postao je "leteći" Luc Abalo. 

#### Momčad europskih prvaka iz 2010. godine
| Pozicija       | Igrači |
| -------------- | --- |
| Vratari        | Cyril Dumoulin, Daouda Karaboué, Thierry Omeyer                                                                           |
| Vanjski igrači | Jérôme Fernandez, Guillaume Gille, Nikola Karabatić, Xavier Barachet, Sébastien Bosquet, Franck Junillon, Daniel Narcisse |
| Pivoti         | Didier Dinart, Grégoire Detrez, Cédric Sorhaindo, Bertrand Gille                                                          |
| Krila          | Luc Abalo, Michaël Guigou, Sébastien Ostertag, Guillaume Joli                                                             |
| Stručni stožer | Claude Onesta, Sylvain Nouet                                                                                              |

## Statistika
| Najviše nastupa    | Najviše nastupa | Najviše nastupa |
| ------------------ | --------------- | --------------- |
| Igrač              | Nastupanje      | Nastupi         |
| Jackson Richardson | 1990. – 2005.   | 417             |
| Didier Dinart      | 1996. -         | 343             |
| Jérôme Fernandez   | 1997. -         | 317             |
| Pascal Mahé        | 1684. – 1996.   | 297             |
| Guillaume Gille    | 1996. -         | 285             |
| Philippe Gardent   | 1980. – 1995.   | 283             |
| Gaël Monthurel     | 1987. – 1996.   | 253             |
| Thierry Omeyer     | 1999. -         | 252             |
| Olivier Girault    | 1997. – 2008.   | 248             |
| Bertrand Gille     | 1997. -         | 245             |
| Thierry Perreux    | 1984. – 1995.   | 244             |
| Christian Gaudin   | 1992. – 2002.   | 242             |
| Frédéric Volle     | 1987. – 1996.   | 241             |
| Stéphane Stoecklin | 1990. – 1999.   | 238             |
| Cédric Burdet      | 1997. – 2008.   | 227             |
| Guéric Kervadec    | 1993. – 2005.   | 217             |
| Eric Quintin       | 1988. – 1996.   | 216             |
| Alain Portes       | 1983. – 1992.   | 212             |
| Daniel Narcisse    | 2000. -         | 210             |
| Joël Abati         | 1995. – 2009.   | 203             |
| Bruno Martini      | 1990. – 2007.   | 202             |
| Philippe Médard    | 1979. – 1992.   | 183             |
| Christophe Kempé   | 1996. – 2009.   | 178             |
| Philippe Debureau  | 1985. – 1992.   | 177             |
| Nikola Karabatić   | 2002. -         | 174             |
| Patrick Cazal      | 1994. – 2003.   | 171             |
| Grégory Anquetil   | 1995. – 2005.   | 169             |
| Gilles Derot       | 1984. – 1992.   | 167             |
| Denis Lathoud      | 1987. – 1996.   | 164             |
| Daniel Hager       | 1995. – 1992.   | 158             |

| Najbolji strijelci                              | Najbolji strijelci | Najbolji strijelci |
| ----------------------------------------------- | ------------------ | ------------------ |
| Igrač                                           | Nastupanje         | Golovi             |
| Jérôme Fernandez                                | 1997. -            | 1254               |
| Frédéric Volle                                  | 1987. – 1996.      | 1016               |
| Stéphane Stoecklin                              | 1990. – 1999.      | 898                |
| Jackson Richardson                              | 1990. – 2005.      | 787                |
| Bertrand Gille                                  | 1997. -            | 750                |
| Pascal Mahé                                     | 1984. – 1996.      | 739                |
| Nikola Karabatić                                | 2002. -            | 737                |
| Guillaume Gille                                 | 1996. -            | 669                |
| Daniel Narcisse                                 | 2000. -            | 666                |
| Philippe Gardent                                | 1980. – 1995.      | 638                |
| Joël Abati                                      | 1995. – 2009.      | 586                |
| Philippe Debureau                               | 1985. – 1992.      | 574                |
| Olivier Girault                                 | 1997. – 2008.      | 573                |
| Michaël Guigou                                  | 2002. -            | 539                |
| Guéric Kervadec                                 | 1993. – 2005.      | 517                |
| Alain Portes                                    | 1983. – 1992.      | 500                |
| Cédric Burdet                                   | 1997. – 2008.      | 491                |
| Patrick Cazal                                   | 1994. – 2003.      | 482                |
| Thierry Perreux                                 | 1984. – 1995.      | 476                |
| Denis Lathoud                                   | 1987. – 1996.      | 463                |
| Luc Abalo                                       | 2005. -            | 456                |
| Andrej Golić                                    | 1998. – 2004.      | 368                |
| Stéphane Joulin                                 | 1996. – 2002.      | 344                |
| Laurent Munier                                  | 1987. – 1995.      | 305                |
| Gaël Monthurel                                  | 1987. – 1996.      | 292                |
| Eric Quintin                                    | 1988. – 1996.      | 277                |
| Christophe Kempé                                | 1996. – 2009.      | 267                |
| Marc Wiltberger                                 | 1991. – 2000.      | 241                |
| Gilles Derot                                    | 1984. – 1992.      | 229                |
| Zaključno s utakmicom: Francuska – Danska 2011. |                    |                    |

## Poznate utakmice
| Datum              | Mjesto                | Utakmica                     | Natjecanje/bilješke            |
| 30. ožujka 1952.   | Pariz, Francuska      | Francuska 7:28 Njemačka      | Prva službena utakmica         |
| 13. siječnja 1954. | Berlin, Njemačka      | Njemačka 27:4 Francuska      | Prva utakmica na natjecanju    |
| 8. kolovoza 1992.  | Barcelona, Španjolska | Francuska 24:20 Island       | Utakmica za broncu na OI 1992. |
| 26. siječnja 1993. | Stockholm, Švedska    | Francuska 19:28 Rusija       | Finale SP 1993.                |
| 21. svibnja 1995.  | Reykjavík, Island     | Francuska 23:19 Hrvatska     | Finale SP 1995.                |
| 2. kolovoza 1996.  | Atlanta, Georgia, SAD | Francuska 20:24 Hrvatska     | Polufinale OI 1996.            |
| 1. lipnja 1997.    | Tokijo, Japan         | Francuska 28:27 Mađarska     | Utakmica za broncu na SP 1997. |
| 4. veljače 2001.   | Pariz, Francuska      | Francuska 28:25 (p) Švedska  | Finale SP 2001.                |
| 6. veljače 2005.   | Radès, Tunis          | Francuska 26:25 Tunis        | Utakmica za broncu na SP 2005. |
| 5. veljače 2006.   | Zürich, Švicarska     | Francuska 31:23 Španjolska   | Finale EP 2006.                |
| 1. veljače 2007.   | Köln, Njemačka        | Njemačka 32:31 (p) Francuska | Polufinale SP 2007.            |
| 26. siječnja 2008. | Lillehammer, Norveška | Francuska 23:24 Hrvatska     | Polufinale EP 2008.            |
| 27. siječnja 2008. | Lillehammer, Norveška | Njemačka 26:36 Francuska     | Utakmica za broncu na EP 2008. |
| 22. kolovoza 2008. | Peking, Kina          | Francuska 25:23 Hrvatska     | Polufinale OI 2008.            |
| 24. kolovoza 2008. | Peking, Kina          | Francuska 28:23 Island       | Finale OI 2008.                |
| 1. veljače 2009.   | Zagreb, Hrvatska      | Francuska 24:19 Hrvatska     | Finale SP 2009.                |
| 31. siječnja 2010. | Beč, Austrija         | Hrvatska 21:25 Francuska     | Finale EP 2010.                |
| 28. siječnja 2011. | Malmö, Švedska        | Francuska 29:26 Švedska      | Polufinale EP 2010.            |
| 30. siječnja 2011. | Malmö, Švedska        | Francuska 37:35 (p) Danska   | Finale EP 2010.                |
| 26. siječnja 2014. | Herning, Danska       | Danska 32:41 Francuska       | Finale EP 2014.                |

## Sastav 2011.
| Izbornik       | Izbornik           | Claude Onesta       | Claude Onesta     | Claude Onesta         |
| Br.            | Ime                | Datum rođenja       | Utakmica (golova) | Klub                  |
| Vratari        |                    |                     |                   |                       |
| 1              | Cyril Dumoulin     | 2. veljače 1984.    | 8 (0)             | Chambéry Savoie HB    |
| 12             | Daouda Karaboué    | 11. prosinca 1975.  | 106 (0)           | Toulouse Handball     |
| 16             | Thierry Omeyer     | 2. studenog 1976.   | 240 (1)           | THW Kiel              |
| 28             | Mickaël Robin      | 28. svibnja 1985.   | 0 (0)             | Montpellier HB        |
| Krila          |                    |                     |                   |                       |
| 11             | Samuel Honrubia    | 5. srpnja 1986.     | 5 (14)            | Montpellier HB        |
| 19             | Luc Abalo          | 6. rujna 1984.      | 122 (421)         | BM Ciudad Real        |
| 21             | Michaël Guigou     | 28. prosinca 1982.  | 141 (510)         | Montpellier HB        |
| 9              | Guillaume Joli     | 27. ožujka 1985.    | 39 (102)          | BM Valladolid         |
| 24             | Sébastien Ostertag | 16. ožujka 1979.    | 50 (112)          | Tremblay en France HB |
| 31             | Olivier Marroux    | 9. siječnja 1986.   | 8 (17)            | US Ivry HB            |
| 26             | Cédric Paty        | 25. srpnja 1981.    | 23 (50)           | Chambéry Savoie HB    |
| 27             | Arnaud Bingo       | 12. listopada 1987. | 2 (4)             | Tremblay en France HB |
| Vanjski igrači |                    |                     |                   |                       |
| 18             | William Accambray  | 8. travnja 1988.    | 9 (26)            | Montpellier HB        |
| 4              | Xavier Barachet    | 19. studenog 1988.  | 17 (23)           | Chambéry Savoie HB    |
| 23             | Sébastien Bosquet  | 24. veljače 1979.   | 86 (172)          | Dunkerque HBGL        |
| 2              | Jérôme Fernandez   | 7. ožujka 1977.     | 305 (1209)        | THW Kiel              |
| 5              | Guillaume Gille    | 12. srpnja 1976.    | 285 (669)         | HSV Hamburg           |
| 15             | Franck Junillon    | 28. studenog 1978.  | 92 (121)          | USAM Nîmes Gard       |
| 13             | Nikola Karabatić   | 11. travnja 1984.   | 162 (688)         | Montpellier HB        |
| 8              | Daniel Narcisse    | 16. prosinca 1979.  | 200 (613)         | THW Kiel              |
| 29             | Guillaume Saurina  | 4. kolovoza 1981.   | 1 (2)             | Chambéry Savoie HB    |
| 10             | Kentin Mahé        | 22. svibnja 1991.   | 2 (1)             | DHC Rheinland         |
| 22             | Bertrand Roine     | 17. veljače 1981.   | 11 (32)           | Chambéry Savoie HB    |
| 30             | Adrien Di Panda    | 3. kolovoza 1988.   | 0 (0)             | Montpellier HB        |
| Pivoti         |                    |                     |                   |                       |
| 14             | Igor Anić          | 12. lipnja 1987.    | 2 (6)             | VfL Gummersbach       |
| 25             | Grégoire Detrez    | 22. svibnja 1981.   | 26 (35)           | Chambéry Savoie HB    |
| 3              | Didier Dinart      | 18. siječnja 1977.  | 331 (154)         | BM Ciudad Real        |
| 6              | Bertrand Gille     | 24. ožujka 1978.    | 233 (716)         | HSV Hamburg           |
| 20             | Cédric Sorhaindo   | 7. lipnja 1984.     | 62 (106)          | FC Barcelona          |

* Ažurirano: 26. siječnja 2011.

* Napomena: Podebljani igraču su pozvani na SP 2011.

## Poznati igrači i treneri
- 1950-e: Maurice Chastanier (53)
- 1960-e: Jean-Pierre Etcheverry (89), Jean Férignac (101), René Richard (83), Jean-Louis Silvestro (52)
- 1970-e: Jospeh Alaimo (52), Guy Channen (80), Claude Galland (75), Jean-Louis Legrand (77), Gilles Meyer (79), Alain Nicaise (90), Gérard Roussel (74), André Sellenet (100), Bernard Sellenet (104), Francis Varinot (121)
- 1980-e: Patrick Boullé (117), Éric Cailleaux (114), Michel Cicut (82), Eddie Couriol (75), Philippe Debureau (177), Gilles Derot (167), Dominique Deschamps (141), Michel Destombes (141), Bernard Gaffet (111), Philippe Gardent (283), Jean-Michel Geoffroy (150), Daniel Hager (158), Philippe Médard (183), Frédéric Perez (130), Thierry Perreux (244), Alain Portes (212), Jean-Michel Serinet (150), Jean-Luc Thiébaut (144), Denis Tristant (141)
- 1990-e: Grégory Anquetil (169), Patrick Cazal (171), Stéphane Cordinier (72), Yohann Delattre (74), Christian Gaudin (242), Philippe Gardent (283), Guéric Kervadec (180), Denis Lathoud (164), Pascal Mahé (297), Bruno Martini (202), Gaël Monthurel (253), Laurent Munier (149), Éric Quintin (216), Jackson Richardson (417), Philippe Schaaf (140), Stéphane Stoecklin (238), Frédéric Volle (241), Marc Wiltberger (148)
- 2000-e: Nikola Karabatić, Thierry Omeyer, Bertrand Gille, Guillaume Gille, Luc Abalo, Michaël Guigou, Daniel Narcisse, Jérôme Fernandez, Didier Dinart, Joël Abati (204), Grégory Anquetil (169), Olivier Girault (235)
- 2010-e: Guillaume Joli, Cédric Sorhaindo, William Accambray, Xavier Barachet, Samuel Honrubia
- Treneri: Daniel Constantini, Claude Onesta

## Nastupi naOI
| Godina | Faza natjecanja  | Mjesto    | Utakmice | Pobjede | Neriješeno | Porazi | Postignuti pogodci | Primljeni pogodci |
| ------ | ---------------- | --------- | -------- | ------- | ---------- | ------ | ------------------ | ----------------- |
| 1936.  | nisu sudjelovali | -         | -        | -       | -          | -      | -                  | -                 |
| 1972.  | nisu sudjelovali | -         | -        | -       | -          | -      | -                  | -                 |
| 1976.  | nisu sudjelovali | -         | -        | -       | -          | -      | -                  | -                 |
| 1980.  | nisu sudjelovali | -         | -        | -       | -          | -      | -                  | -                 |
| 1984.  | nisu sudjelovali | -         | -        | -       | -          | -      | -                  | -                 |
| 1988.  | nisu sudjelovali | -         | -        | -       | -          | -      | -                  | -                 |
| 1992.  | 3. mjesto        | 3.        | 7        | 5       | 0          | 2      | 157                | 143               |
| 1996.  | 3. mjesto        | 4.        | 7        | 4       | 0          | 3      | 190                | 165               |
| 2000.  | Četvrt-finale    | 6.        | 8        | 4       | 1          | 3      | 192                | 182               |
| 2004.  | Četvrt-finale    | 5.        | 8        | 7       | 0          | 1      | 221                | 176               |
| 2008.  | Finale           | 1.        | 8        | 7       | 1          | 0      | 228                | 185               |
| 2012.  | Finale           | 1.        | 8        | 7       | 0          | 1      | 229                | 175               |
| 2016.  | Finale           | 2.        | 8        | 6       | 0          | 2      | 241                | 209               |
| 2020.  | Finale           | 2.        | 8        | 7       | 0          | 1      | 256                | 222               |
| Ukupno | 8/15             | 3 naslova | 62       | 47      | 2          | 13     | 1714               | 1457              |

## Nastupi na SP
| Godina | Faza natjecanja  | Mjesto    | Utakmice | Pobjede | Neriješeno | Porazi | Postignuti pogodci | Primljeni pogodci |
| ------ | ---------------- | --------- | -------- | ------- | ---------- | ------ | ------------------ | ----------------- |
| 1938.  | nisu sudjelovali | -         | -        | -       | -          | -      | -                  | -                 |
| 1954.  | Prvi krug        | 6.        | 3        | 0       | 1          | 2      | 26                 | 61                |
| 1958.  | Prvi krug        | 9.        | 3        | 1       | 0          | 2      | 66                 | 57                |
| 1961.  | Drugi krug       | 8.        | 6        | 1       | 0          | 5      | 70                 | 75                |
| 1964.  | Prvi krug        | 13.       | 3        | 0       | 0          | 3      | 41                 | 64                |
| 1967.  | Prvi krug        | 10.       | 3        | 1       | 0          | 2      | 34                 | 41                |
| 1970.  | Prvi krug        | 11.       | 6        | 1       | 0          | 5      | 80                 | 105               |
| 1974.  | nisu sudjelovali | -         | -        | -       | -          | -      | -                  | -                 |
| 1978.  | Prvi krug        | 16.       | 3        | 0       | 0          | 3      | 54                 | 97                |
| 1982.  | nisu sudjelovali | -         | -        | -       | -          | -      | -                  | -                 |
| 1986.  | nisu sudjelovali | -         | -        | -       | -          | -      | -                  | -                 |
| 1990.  | Drugi krug       | 9.        | 7        | 3       | 1          | 3      | 161                | 158               |
| 1993.  | Finale           | 2.        | 7        | 5       | 0          | 2      | 155                | 151               |
| 1995.  | Finale           | 1.        | 9        | 7       | 0          | 2      | 218                | 185               |
| 1997.  | 3. mjesto        | 3.        | 9        | 7       | 0          | 2      | 223                | 206               |
| 1999.  | Četvrt-finale    | 6.        | 7        | 6       | 0          | 3      | 242                | 211               |
| 2001.  | Finale           | 1.        | 9        | 9       | 0          | 0      | 233                | 172               |
| 2003.  | 3. mjesto        | 3.        | 9        | 7       | 0          | 2      | 257                | 194               |
| 2005.  | 3. mjesto        | 3.        | 10       | 7       | 1          | 2      | 300                | 263               |
| 2007.  | 4. mjesto        | 4.        | 10       | 6       | 0          | 4      | 300                | 243               |
| 2009.  | Finale           | 1.        | 10       | 9       | 0          | 1      | 296                | 211               |
| 2011.  | Finale           | 1.        | 10       | 9       | 1          | 0      | 327                | 245               |
| 2013.  | Četvrt-finale    | 6.        | 7        | 5       | 0          | 2      | 207                | 182               |
| 2015.  | Finale           | 1.        | 9        | 8       | 1          | 0      | 259                | 215               |
| 2017.  | Finale           | 1.        | 9        | 9       | 0          | 0      | 282                | 212               |
| 2019.  | 3. mjesto        | 3.        | 10       | 7       | 1          | 2      | 278                | 251               |
| 2021.  | 4. mjesto        | 4.        | 9        | 7       | 0          | 2      | 267                | 250               |
| 2023.  | 2. mjesto        | 2.        | 9        | 8       | 0          | 1      | 301                | 245               |
| Ukupno | 25/28            | 6 naslova | 178      | 121     | 6          | 51     | 4635               | 4059              |

## Nastupi naEP
| Godina | Faza natjecanja | Mjesto    | Utakmice | Pobjede | Neriješeno | Porazi | Postignuti pogodci | Primljeni pogodci |
| ------ | --------------- | --------- | -------- | ------- | ---------- | ------ | ------------------ | ----------------- |
| 1994.  | Prvi krug       | 6.        | 6        | 2       | 1          | 3      | 148                | 148               |
| 1996.  | Prvi krug       | 7.        | 6        | 4       | 0          | 2      | 154                | 141               |
| 1998.  | Prvi krug       | 7.        | 6        | 2       | 1          | 3      | 140                | 153               |
| 2000.  | 3. mjesto       | 4.        | 7        | 4       | 1          | 2      | 173                | 154               |
| 2002.  | Drugi krug      | 6.        | 6        | 3       | 2          | 1      | 152                | 136               |
| 2004.  | Drugi krug      | 6.        | 7        | 3       | 1          | 3      | 189                | 182               |
| 2006.  | Finale          | 1.        | 8        | 7       | 0          | 1      | 243                | 192               |
| 2008.  | 3. mjesto       | 3.        | 8        | 6       | 0          | 2      | 231                | 207               |
| 2010.  | Finale          | 1.        | 8        | 6       | 2          | 0      | 225                | 196               |
| 2012.  | Drugi krug      | 11.       | 6        | 2       | 1          | 3      | 156                | 163               |
| 2014.  | Finale          | 1.        | 8        | 7       | 0          | 1      | 259                | 227               |
| 2016.  | Drugi krug      | 5.        | 7        | 5       | 0          | 2      | 210                | 182               |
| 2018.  | 3. mjesto       | 3.        | 8        | 7       | 0          | 1      | 244                | 212               |
| 2020.  | Prvi krug       | 14.       | 3        | 1       | 0          | 2      | 82                 | 79                |
| 2022.  | 4.              | 4.        | 9        | 6       | 0          | 3      | 278                | 248               |
| Ukupno | 15/15           | 3 naslova | 99       | 63      | 8          | 28     | 2779               | 2525              |

## Vanjske poveznice
- Francuski rukometni savez  Arhivirana inačica izvorne stranice od 31. kolovoza 2006. (Wayback Machine)